# 19 février aux Jeux olympiques d'hiver de 2018
Pour un article plus général, voir Jeux olympiques d'hiver de 2018.
Le lundi 20 février aux Jeux olympiques d'hiver de 2018 est le douzième jour de compétition et le dixième jour avec des médailles décernées.  

## Programme
| Heure UTC+9 (Pyeongchang)                     |               |
| bleu                                          | Cérémonie     |
| neutre                                        | Épreuve       |
| or                                            | Finale        |
| orange                                        | Petite finale |
| rose                                          | Reporté       |
| gris                                          | Annulé        |
| Compétition masculine                         | Hommes        |
| Compétition féminine                          | Femmes        |
| Compétition mixte (hommes et femmes mélangés) | Mixte         |
| Compétition en couple (1 homme et 1 femme)    | Couple        |
| modifier                                      |               |

| Horaire | Discipline Spécialité | Discipline Spécialité                     | Discipline Spécialité                      | Phase                   | Résultats                                              | Références |
| ------- | --------------------- | ----------------------------------------- | ------------------------------------------ | ----------------------- | ------------------------------------------------------ | ---------- |
| 09 h 05 |                       | Curling Tournoi féminin                   | Compétition femmes                         | Premier tour 8e session | 7-6                                                    | -          |
| 09 h 05 |                       | Curling Tournoi féminin                   | Compétition femmes                         | Premier tour 8e session | 3-8                                                    | -          |
| 09 h 05 |                       | Curling Tournoi féminin                   | Compétition femmes                         | Premier tour 8e session | 6-7                                                    | -          |
| 09 h 05 |                       | Curling Tournoi féminin                   | Compétition femmes                         | Premier tour 8e session | 2-11                                                   | -          |
| 09 h 30 |                       | Snowboard Big air                         | Compétition femmes                         | Qualifications          | -                                                      | -          |
| 10 h 00 |                       | Patinage artistique Danse sur glace       | Compétition en couple (1 homme et 1 femme) | Programme court         | -                                                      | -          |
| 10 h 00 |                       | Ski acrobatique Half-pipe                 | Compétition femmes                         | Qualifications          | -                                                      | -          |
| 13 h 10 |                       | Hockey sur glace Tournoi féminin          | Compétition femmes                         | Demi-finale             | 5-0                                                    | -          |
| 14 h 05 |                       | Curling Tournoi masculin                  | Compétition hommes                         | Premier tour 9e session | 6-8                                                    | -          |
| 14 h 05 |                       | Curling Tournoi masculin                  | Compétition hommes                         | Premier tour 9e session | 3-10                                                   | -          |
| 14 h 05 |                       | Curling Tournoi masculin                  | Compétition hommes                         | Premier tour 9e session | 9-7                                                    | -          |
| 14 h 05 |                       | Curling Tournoi masculin                  | Compétition hommes                         | Premier tour 9e session | 7-6                                                    | -          |
| 20 h 00 |                       | Patinage de vitesse 500 m                 | Compétition hommes                         | Finale                  | Håvard Holmefjord Lorentzen · Cha Min-kyu · Gao Tingyu | -          |
| 20 h 00 |                       | Patinage de vitesse Poursuite par équipes | Compétition femmes                         | Qualifications          | -                                                      | -          |
| 20 h 05 |                       | Curling Tournoi féminin                   | Compétition femmes                         | Premier tour 9e session | 8-7                                                    | -          |
| 20 h 05 |                       | Curling Tournoi féminin                   | Compétition femmes                         | Premier tour 9e session | 7-8                                                    | -          |
| 20 h 05 |                       | Curling Tournoi féminin                   | Compétition femmes                         | Premier tour 9e session | 4-10                                                   | -          |
| 20 h 05 |                       | Curling Tournoi féminin                   | Compétition femmes                         | Premier tour 9e session | 5-4                                                    | -          |
| 20 h 15 |                       | Bobsleigh Bob à deux                      | Compétition hommes                         | Finale                  | Canada & Allemagne · Lettonie                          | -          |
| 21 h 10 |                       | Hockey sur glace Tournoi féminin          | Compétition femmes                         | Demi-finale             | 5-0                                                    | -          |
| 21 h 30 |                       | Saut à ski Grand tremplin par équipes     | Compétition hommes                         | Finale                  | Norvège · Allemagne · Pologne                          | -          |

## Tableau des médailles provisoire
- Pays organisateur (Corée du Sud)

| Rang  | Nation       | Or                                                              | Argent                             | Bronze                              | Total |
| ----- | ------------ | --------------------------------------------------------------- | ---------------------------------- | ----------------------------------- | ----- |
| 1     | Norvège      | Médaille d'or, Jeux olympiques · Médaille d'or, Jeux olympiques |                                    |                                     | 2     |
| 2     | Allemagne    | Médaille d'or, Jeux olympiques                                  | Médaille d'argent, Jeux olympiques |                                     | 2     |
| 3     | Canada       | Médaille d'or, Jeux olympiques                                  |                                    |                                     | 1     |
| 4     | Corée du Sud |                                                                 | Médaille d'argent, Jeux olympiques |                                     | 1     |
| 5     | Chine        |                                                                 |                                    | Médaille de bronze, Jeux olympiques | 1     |
| 5     | Lettonie     |                                                                 |                                    | Médaille de bronze, Jeux olympiques | 1     |
| 5     | Pologne      |                                                                 |                                    | Médaille de bronze, Jeux olympiques | 1     |
| Total | Total        | 4                                                               | 2                                  | 3                                   | 9     |

| Rang  | Nation                        | Or | Argent | Bronze | Total |
| ----- | ----------------------------- | -- | ------ | ------ | ----- |
| 1     | Norvège                       | 11 | 9      | 9      | 29    |
| 2     | Allemagne                     | 10 | 6      | 4      | 20    |
| 3     | Canada                        | 6  | 5      | 6      | 17    |
| 4     | Pays-Bas                      | 6  | 5      | 2      | 13    |
| 5     | États-Unis                    | 5  | 3      | 2      | 10    |
| 6     | Suède                         | 4  | 3      | 0      | 7     |
| 7     | Autriche                      | 4  | 2      | 4      | 10    |
| 7     | France                        | 4  | 2      | 4      | 10    |
| 9     | Corée du Sud                  | 3  | 2      | 2      | 7     |
| 10    | Japon                         | 2  | 5      | 3      | 10    |
| 11    | Suisse                        | 2  | 4      | 1      | 7     |
| 12    | Italie                        | 2  | 1      | 3      | 6     |
| 13    | République tchèque            | 1  | 2      | 4      | 7     |
| 14    | Slovaquie                     | 1  | 2      | 0      | 3     |
| 15    | Biélorussie                   | 1  | 1      | 0      | 2     |
| 16    | Grande-Bretagne               | 1  | 0      | 3      | 4     |
| 17    | Pologne                       | 1  | 0      | 1      | 2     |
| 18    | Ukraine                       | 1  | 0      | 0      | 1     |
| 19    | Chine                         | 0  | 5      | 2      | 7     |
| 20    | Athlètes olympiques de Russie | 0  | 3      | 7      | 10    |
| 21    | Australie                     | 0  | 2      | 1      | 3     |
| 22    | Slovénie                      | 0  | 1      | 0      | 1     |
| 23    | Finlande                      | 0  | 0      | 3      | 3     |
| 24    | Espagne                       | 0  | 0      | 2      | 2     |
| 25    | Kazakhstan                    | 0  | 0      | 1      | 1     |
| 25    | Lettonie                      | 0  | 0      | 1      | 1     |
| 25    | Liechtenstein                 | 0  | 0      | 1      | 1     |
| Total | Total                         | 65 | 63     | 65     | 193   |